# 渥雷·索因卡
渥雷·索因卡（Akinwande Oluwole "Wole" Soyinka，又译沃雷·索因卡，1934年7月13日—），尼日利亚作家、诗人和剧作家。他尤其在戏剧创作上取得很大的成就，并在1986年获得了诺贝尔文学奖，成为第一个获得该奖的非洲人。
1934年，索因卡出生于尼日利亚约鲁巴族（Yoruba）埃格巴部落（Egba）的一个贫穷家庭，出生地为阿贝奥库塔。他首先在阿贝奥库塔接受了小学教育，又在伊巴丹的政府学院接受了中学教育。最后进入伊巴丹的大学学院（1953年-1954年）并在英国列斯大學取得了英国文学学士学位。毕业后他首先任职于伦敦的皇家宫廷剧场，成为一名剧本校对员，后又返回了尼日利亚研究非洲戏剧。他先后任教于拉多斯大学（University of Lagos）、伊巴丹大學和伊费大学（University of Ife）。（1975年又成为比较文学专业的教授。）
索因卡一直在尼日利亚政坛较为活跃，1967年，在尼日利亚内战期间，因被指责为破坏交战双方的和平，他被雅库布·戈文（Yakubu Gowon）领导的联邦政府逮捕入狱，单独囚禁。在狱中，他创作了许多诗歌，后来全部收录在《狱中诗抄》（Poems from Prison）中出版。后因国际社会的关注和施压，在被关押22个月后得以释放。他在狱中的经历最后写进了《此人已死：狱中笔记》（The Man Died: Prison Notes）。
此外，索因卡也一贯以大胆直言著称，他经常批评尼日利亚的行政部门，也反对全世界其他国家的暴政，包括津巴布韦的罗伯特·穆加贝政权、中国政府1989年的六四事件等。他的许多著作都有明显的反对独裁反对专政的论调，这些激进言论经常使他身处险境，但同样也令他的名声大增。尼日利亚独裁者萨尼·阿巴察（Sani Abacha）的统治期间（1993年-1998年），索因卡因被迫离开尼日利亚，流落异乡，常年在国外居住，后成为美国亚特兰大艾默里大学（Emory University）的教授，主要居住在美国。独裁政权倒台后，1999年他接受了原伊费大学（现在的奥巴费米亚沃洛沃大学,）名誉教授的头衔，但开出的条件是，这个大学必须禁止招收政府高级官员中的军官。

## 生平

### 早年生活

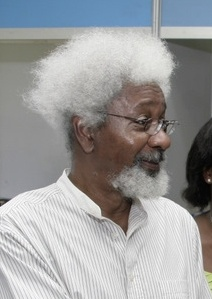
渥雷·索因卡

1934年7月13日，索因卡出生于临近西尼日利亚（Western Nigeria，当时为英国领土）阿贝奥库塔的伊杰布依萨拉（Ijebu Isara）小镇，他是索因卡夫妇六个孩子中的第二个。他的父亲是当地一所教会学校圣彼得斯（St. Peters）小学的校长，母亲开着一间小店铺，同时也是当地社会公共事务的积极参与者，二人均为基督教徒。但是，索因卡的一些长辈和生活接触中的很多人仍是本土约鲁巴教的忠实追随者。所以，索因卡从小便经历着这种宗教信仰的交汇，受到了西方文化和非洲传统文化的双重熏陶，这对他以后的人格形成产生了深远的影响。
1939年，索因卡5岁时，第二次世界大战爆发，索因卡家中有一台无线电收音机，所以小索因卡好奇地收听那些来自战火中心欧洲的最新消息。这些新闻大多都受纳粹德国的领袖希特勒的控制，但在不久以后，希特勒成为了这个年轻收听者心中的恶魔。
索因卡首先进入他父亲执教的圣彼得斯小学，1940年，他又转到了阿贝奥库塔语文小学，在那里，他的文学天赋已初有显露，作文习作多次获奖。1946年，他升入了伊巴丹的政府学院，当时几乎是尼日利亚全国最好的中学。在即将完成这段学业时，他曾到拉哥斯，并在那里做一份雇用职员的工作。在这期间，他写了很多的广播剧和短篇小说，并在尼日利亚广播电台上广播。1952年，在完成了中学课程以后，索因卡升入伊巴丹的大学学院，并继续到伦敦大学深造，攻读英国文学专业、希腊语专业和西方历史专业。
在1953年至1954年，在完成他伊巴丹大学的学习后，索因卡又进入了英国利兹大学学习，与此同时，他也开始筹划出版他的第一部正式作品，1954年，一篇名为《凯菲的生日凶兆》（""）短篇广播剧在1954年尼日利亚广播时代得以播放。
索因卡在他的作品《童年时代》（""）中对他10岁前的经历有详细的描述。

## 著作
劇本
- The Swamp Dwellers (中文譯名：沼澤地的居民)
- Lion and the Jewel (中文譯名：獅子和寶石)
- The Road (中文譯名：路)
- The Strong Breed (中文譯名：強種)
- Death and King's Horseman (中文譯名：死亡與國王的馬伕)
- Madmen and Specialists (中文譯名：瘋人與專家)
- A Dance of Forests (中文譯名：森林之舞)
- The Trials of Brother Jero (中文譯名:傑若教士的折磨)

長篇小說
- The Interpreters (中文譯名:詮釋者)
- Season of Anomy (中文譯名：失序的季節)

詩集
- Poems from Prison (中文譯名：獄中詩抄)
- Samarkand and Other Markets I Have Known (中文譯名：撒馬爾干市集)
- Mandela's Earth and Other Poems (中文譯名：曼德拉的土地及其他詩作)
- Ogun Abibiman  (中文譯名：歐岡‧阿比比曼)

自傳
- Ake : The Years of Childhood (中文譯名：阿凱的童年)
- Isara : A Voyage Around Essay (中文譯名：艾沙拉：漫遊書簡)
- Ibadan : The Penklemes Years-A Memoir,1946-1965 (中文譯名：伊巴丹：潘克雷米斯年代)

文學評論集
- Myth,Literature and African World (中文譯名：神話、文學與非洲世界)
- Art,Dialogue and Outrage (中文譯名：藝術、對話和憤慨)
- The Man Died: Prison Notes (中文譯名：死人已死：獄中筆記)

政治評論集
- Open Sore of Continent A Personal Narrative of the Nigeria Crisis (中文譯名：一塊大陸公開的痛：關於奈及利亞危機的個人記述)
- The Burden of Memory,The Mouse of Forgiveness(中文譯名：記憶的負擔：寬恕之鼠)

## 作品在台灣的出版
- 貝嶺/編，黃燦然、王浩威譯，《獄中詩抄─索因卡詩選》，唐山、傾向 聯合出版。
- 顏斯華、張國禎/譯，《詮釋者》，唐山出版。2003年。
- 楊澤/譯，《撒馬爾干市集──索因卡詩選》，時報文化。
- 蔡宜剛/譯，《死亡與國王的侍從》，台北市：大塊文化出版，2003年。
- 陳雅汝/譯，《恐懼的氣氛》，台北市：商周出版。2007年。

## 作家及其作品在台灣的研究
到目前(2011/3/29)為止，僅查到一部碩博士論文。
- 吳嘉玲，〈傳統、改變、與僵局：渥雷‧索因卡《死亡與國王的侍衛長》劇中社會變革的勢在必行〉，國立政治大學英國語文學研究所。碩士論文。2009年。

## 引介「索因卡」
以下是台灣方面的引介情況：
- 2003年3月《聯合文學》不僅介紹索因卡、刊載詩作，還有〈索因卡論以巴衝突〉與〈索因卡論宗教寬容〉這兩篇文章。
- 2003年3月《當代》刊載黃燦然翻譯的〈索因卡論巴衝突〉與〈索因卡論宗教寬容〉，還有內丁‧戈迪默對索因卡的介紹，該篇由黃燦然翻譯，貝嶺校對。
- 1996年3月《聯合文學》有刊載一篇貝嶺與徐蘭婷的採訪內容，文名為「黑色良心」。
- 1986年索因卡獲得諾貝爾文學獎。當年的《幼獅文藝》轉載兩首索因卡的獄中詩，而《聯合文學》則有〈渥里‧索因卡作品年表〉，以及陳長房執筆的〈扎根非洲本土：索因卡及其作品〉。--上述兩篇應是國內最早引介索因卡的文章，還未在「台灣期刊論文索引系統」找到更早的搜尋記錄。